# 여걸식스
《여걸식스》(여걸6)는 대한민국의 KBS 2TV에서 2005년 5월 8일부터 2007년 4월 29일까지 방송되었던 《해피선데이》 코너 중의 하나이다.

## 역대 출연진
- 지석진 - 메인 MC
- 신정환 - 메인 MC
- 김종국 - 2005년 7월 ~ 2006년 1월
- 김종민 - 2005년 12월 ~ 2007년 4월
- 이승기 - 2006년 5월 7일 ~ 2006년 9월 3일
- 이정 - 2006년 9월 10일 ~ 2007년 4월 29일

### 1기 (2005년 5월 8일 ~ 2005년 11월 12일)
- 조혜련
- 정선희
- 강수정
- 이혜영
- 심은진
- 홍수아

### 2기 (2005년 11월 19일 ~ 2006년 4월 30일)
- 조혜련
- 정선희
- 강수정
- 이혜영
- 현영
- 최여진

### 3기 (2006년 5월 7일 ~ 2006년 9월 3일)
- 조혜련
- 정선희
- 이혜영
- 현영
- 최여진
- 이소연

### 4기 (2006년 9월 10일 ~ 2007년 4월 29일)
- 조혜련
- 정선희
- 이혜영 ( ~ 2007년 1월)
- 현영
- 이소연
- 전혜빈
- 정선경 (2007년 2월 ~ )

## 역대 게임
- 높이뛰기대회
- 신나는 팔다리기
- 짝꿍정하기
- 잡아라 쥐돌이
- 단결 및 뽕망치 디비디비딥
- 3.2.1. 합창단
- LET ME DANCE
- 모래 뺏기 게임

## 같이 보기
- 여걸파이브 - 전작
- 하이파이브 - 후속작
- 무한걸스
- 영웅호걸